# Ираисос, Горка
Горка Ираисос Морено (баск. Gorka Iraizoz Moreno; 6 марта 1981, Памплона, Наварра, Испания) — испанский футболист баскского происхождения, вратарь.

## Биография
Горка Ираисос родился 6 марта 1981 года в городе Памплона в баскской семье. Он начал заниматься футболом в местном клубе «Чантреа» и в 1998—1999 годах выступал за молодёжный состав. Затем он переехал в Страну Басков, где выступал за фактически дочерние для «Атлетика» команды «Баскония» и «Бильбао Атлетик» (другое название — «Атлетик B») в низших дивизионах чемпионата Испании. В сезоне 2001/02 выступал за баскскую команду «Герника», после чего молодого вратаря купил барселонский «Эспаньол». Следующие два сезона Ираисос провёл в дублирующем составе «Эспаньола», который имеет профессиональный статус. После годичной аренды в «Эйбаре» в 2005 году Ираисос наконец дебютировал в составе «Эспаньола».
Первоначально Ираисосу отводилась роль дублёра камерунского вратаря Идрисса Камени. Но в сезоне 2006/07 Горка Ираисос стал одним из главных героев успеха «Эспаньола» в Кубке УЕФА, в финале которого барселонцы лишь в серии пенальти уступили соотечественникам из «Севильи».
7 августа 2007 года Ираисос возвратился в Бильбао и подписал контракт с «Атлетиком». Он был твёрдым игроком основы в первой половине чемпионата, однако затем получил тяжёлую травму, и до конца сезона 2007/08 его заменил срочно взятый в аренду из «Кадиса» 37-летний вратарь Армандо Риверо. После восстановления Горка Ираисос редко пропускал матчи своей команды в качестве основного вратаря. Один из самых выдающихся матчей в своей карьере Ираисос провёл 16 января 2010 года против мадридского «Реала», отбив множество ударов Кака и Криштиану Роналду.
Тогда «Атлетик» сумел удержать преимущество, а Ираисос был признан лучшим игроком встречи.
По окончании сезона 2016/17 вратарь покинул команду и перешёл в клуб «Жирона».

## Достижения
- Обладатель Кубка Испании (1): 2005/06
- Финалист Кубка Испании (3): 2008/09, 2011/12, 2014/15
- Обладатель Суперкубка Испании (1): 2015
- Финалист Суперкубка Испании (2): 2006, 2009
- Финалист Кубка УЕФА/Лиги Европы УЕФА (2): 2006/07, 2011/12
- Обладатель Суперкубка Каталонии (1): 2019